# 테드 레이미
시어도어 "테드" 레이미(Theodore "Ted" Raimi, 1965년 12월 14일~)는 seqQuest DSV의 팀 오닐 소위 역과 여전사 지나의 족서 역으로 잘 알려져 있는 미국의 배우이다. 레이미는 스파이더맨의 영화 감독 샘 레이미의 남동생이다.

## 출연
- 2007년 - 스파이더맨 3 - 호프만 역
- 2007년 - 마이 네임 이즈 브루스 (My Name Is Bruce) - 윙 역
- 2004년 - 스파이더맨 2 - 호프만 역
- 2002년 - 스파이더맨 1 - 호프만 역
- 1996년 - 다크맨 3 (Darkman III : Die Darkman Die) - 릭 역
- 1995년 - 스콜피온 퀸 (Xena : Warrior Princess)
- 1995년 - 스킨너 (Skinner)
- 1991년 - L.A. 환상특급 (Lunatics : A Love Story)
- 1990년 - 다크맨 (Darkman) - 릭 역

## 같이 보기
- 샘 레이미